# Stoà degli Etoli
La Stoà degli Etoli, nota anche come Stoà occidentale, è uno dei più grandi edifici di Delfi, situata al di fuori del sacro recinto del santuario di Apollo.

## Descrizione
La Stoà degli Etoli è un grande portico situato a ovest della zona sacra di Apollo a Delfi. Misura 72,60 metri di lunghezza e 11,60 metri di larghezza. Era dotato di un doppio colonnato: quello esterno comprendeva 29 colonne e quello interno 15. Probabilmente fu costruito inizialmente nel IV secolo a.C. Tuttavia, è stato associato alla Lega etolica e al suo crescente potere e influenza su Delfi nel III secolo a.C. La ragione di ciò potrebbe essere che custodiva le armi dedicate dagli Etoli come parte del loro bottino dopo la loro vittoria sui Galati. Diverse interpretazioni del monumento hanno visto la luce. Uno studio dettagliato dei resti offriva una serie di dati significativi sulle modalità utilizzate per fissare ed esporre le armi  e le armature, fissandole al monumento.
Alcuni studiosi ritengono che avrebbe potuto essere usato come arsenale fin dalla sua costruzione, mentre altri hanno concluso che ha acquisito questa funzione solo dopo le invasioni dei Galati. C'è un consenso generale sul fatto che l'edificio sia stato associato allo sforzo deliberato della Lega etolica di commemorare fatti e guerrieri all'interno del santuario, attraverso l'esposizione di una serie di ex-voto e monumenti minori stabiliti nel sito.